# Moenkhausia icae
Moenkhausia icae är en fiskart som beskrevs av Eigenmann, 1908. Moenkhausia icae ingår i släktet Moenkhausia och familjen Characidae. Inga underarter finns listade i Catalogue of Life.